# Halcyon-Klasse
Die Halcyon-Klasse bestand aus 21 Minensuchern. Sie wurden zwischen 1933 und 1939 als „fleet minesweeping sloops“ für die britische Royal Navy gebaut. Sie erhielten Namen, die zuvor meist schon von anderen kleineren Schiffen der Navy genutzt worden waren. Alle Schiffe der Klasse wurden im Zweiten Weltkrieg eingesetzt. Neun wurden versenkt und ein weiteres wurde schwer beschädigt und verschrottet. Dieser Totalschaden und zwei der Versenkungen waren Folgen eines irrtümlichen Angriffs britischer Jagdbomber am 27. August 1944.

## Baugeschichte
Die 21 Schiffe der Halcyon-Klasse entstanden in zwei Gruppen. Die erste nutzte Dampfmaschinen, die zweite wurde von Dampfturbinen angetrieben. Die neuen Schiffe waren eine kleinere Version der escort sloops der Grimsby-Klasse. Zuerst wurden die Halcyon und Skipjack im April/Mai 1934 von John Brown & Company abgeliefert. Nach fünf Schiffen erhielten 1936 die Niger und Salamander der ersten Gruppe abweichend von den Schwesterschiffen Dreifach-Expansionsmaschinen für die sonst genutzten zweifachen Verbunddampfmaschinen. Durch die erhöhte Leistung ihrer Maschinen, waren die beiden von J. Samuel White & Company gelieferten Schiffe einen halben Knoten schneller, obwohl sie einen kürzeren Rumpf hatten.
Der etwas kürzere Rumpf wurde auch von den vierzehn Turbinenschiffen der zweiten Gruppe genutzt, von denen die in Devonport gebaute Hebe als erste im Herbst 1937 in Dienst kam. Da die Leistung ihrer Antriebsanlagen aber geringer war, verringerte sich die Höchstgeschwindigkeit der Turbinenschiffe wieder auf 16,5 Knoten (31 km/h). Beim Bau der Schiffe wurden viele Teile geschweißt. Die im Mai 1938 fertiggestellte Seagull war das erste vollgeschweißte Schiff der Royal Navy. Als letztes Schiff der Klasse kam die Britomart im August 1939 kurz vor dem Ausbruch des Zweiten Weltkrieges in Dienst. Von den 21 Schiffen erhielten 16 Namen von Torpedokanonenbooten der Sharpshooter-, Alarm- und Dryad-Klasse, deren noch vorhandene Boote im Ersten Weltkrieg meist als Minensucher eingesetzt waren.

### Vermessungsschiffe
Als Vermessungsschiffe ohne Bewaffnung wurden Jason (Juni 1938), Gleaner und Franklin (August 1938) sowie die Scott (Februar 1939) fertiggestellt. Die beiden letzteren sollten nur im Ausnahmefall umgerüstet werden und unterschieden sich durch den Mast mit Ladegeschirr vor der Brücke und einen großen Arbeitsraum hinten von der „Normal“-Version. Die beiden anderen als Vermessungsschiffe fertiggestellten Schiffe hatten die Standard-Masten der Halcyon-Klasse, dazu auf dem Vorschiff Ladepfosten und auch das zusätzliche Deckshaus hinten.

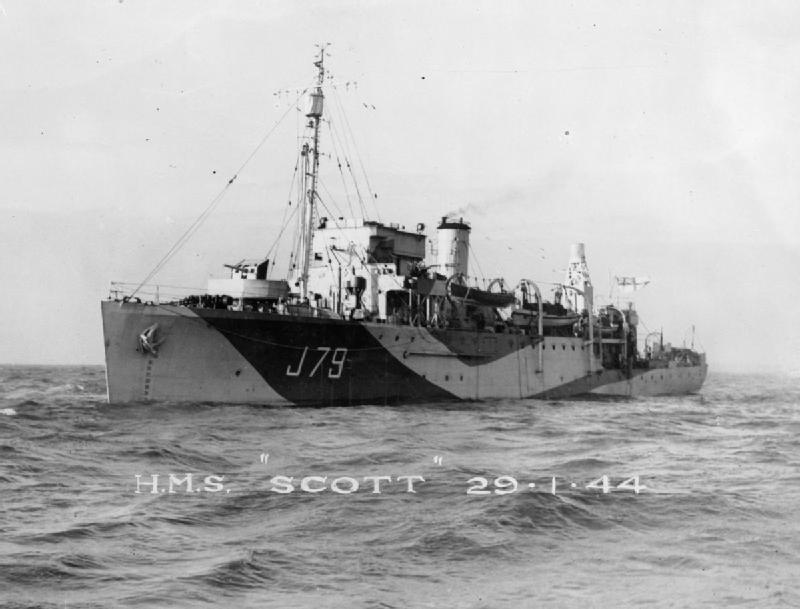
Das bewaffnete Vermessungsschiff Scott

Bei Kriegsbeginn war die Gleaner bereits zurückgerüstet und die in Umrüstung befindliche Jason kam noch im September 1939 als Kampfschiff in Dienst. Die Scott wurde ab Oktober auch umgerüstet, aber schon im April 1940 zum Vermessungsschiff rückgerüstet. Ende 1940 wurden die beiden Vermessungsschiffe in geringerem Umfang bewaffnet. Sie erhielten ein als Zwölfpfünder bezeichnetes 3-inch-(76,2-mm)-L/40-Flugabwehrgeschütz auf dem Vorschiff und leichte Flugabwehrwaffen auch auf dem großen Deckshaus (Kartenhaus) hinten.
Franklin und Scott blieben während des Krieges in diesem Dienst und unterstützten vorrangig Minenlegeoperation, aber auch Aufklärungen für Commando-Raids, Landungen und andere Aufgaben. Scott blieb bis 1964 als letztes aktives Schiff der Klasse in Dienst.
Nach dem Kriegsende wurden 1945 auch die Sharpshooter und Seagull zu Vermessungsschiffen umgebaut. Die Sharpshooter wurde im Juli 1953 in Shackleton umbenannt und blieb bis Ende 1962 im Einsatz.

## Einsatzgeschichte
Beim Kriegsbeginn gehörten waren 16 Schiffe der Halcyon-Klasse in der Heimat und zwei in Gibraltar als Minensucher einsatzbereit. Eines der Vermessungsschiffe befand sich in der Umrüstung. Von den beiden anderen Vermessungsschiffen wurde nur die Scott zeitweise umgerüstet.
Am 3. Februar 1940 suchte die Sphinx mit den Schwesterschiffen Speedwell und Skipjack Minen in einem Gebiet 15 Seemeilen (24 km) nördlich von Kinnaird Head, als sie von deutschen Flugzeugen angegriffen wurde. Sphinx erhielt einen Bombentreffer auf dem Vorschiff, der dieses zerstörte. Skipjack wurde von den Maschinen mit Bordwaffen beschossen, erlitt etliche Treffer, hatte aber keine Personalverluste. Die Sphinx blieb anfangs schwimmfähig und wurde von der unbeschädigten Speedwell in Schlepp genommen. Durch das Eindringen von immer mehr Wasser riss die Schlepptrosse und die Sphinx kenterte schließlich und sank. Das Wrack trieb später nördlich von Lybster auf der Nordseite des Moray Firth an und wurde zum Abbruch verkauft. Der Kommandant der Sphinx und 53 Mann der Besatzung starben beim Verlust der Sphinx.
An der Operation Dynamo zur Evakuierung des britischen Expeditionsheeres (BEF) vom Kontinent ab Ende Mai 1940 waren neun Schiffe der Halcyon-Klasse beteiligt. So konnte die im Frühjahr aus Gibraltar abgezogene Gossamer sechs Hin- und Rückfahrten im Raum Dünkirchen durchführen und 3200 Soldaten nach Großbritannien retten. Die bis Oktober 1939 auch in Gibraltar stationierte Leda konnte acht Fahrten durchführen und 2848 Militärangehörige über den Ärmelkanal bringen. Dabei kam es zu zwei Kollisionen mit anderen beteiligten Einheiten ohne größeren Schäden. Bei ihrer letzten Fahrt nach Dünkirchen am 3. Juni 1940 konnte sie keine Truppen mehr aufnehmen. Hebe diente lange als Flaggschiff des Marinebefehlshabers vor Dünkirchen und brachte am 1. Juni 1940 den Befehlshaber des BEF, Lord Gort, nach Dover.
Am gleichen Tag wurde die Skipjack vor De Panne von deutschen Sturzkampfbombern angegriffen und versenkt. An Bord der Skipjack befanden sich 250 bis 300 Soldaten, die von den Stränden von Dünkirchen während der Operation Dynamo gerettet worden waren. Der Augenzeuge William Stone sagte: “she just disappeared” (deutsch: „sie verschwand einfach“). Als die Skipjack nach fünf Bombentreffern kenterte und noch eine Zeit kieloben trieb, verloren 19 Besatzungsangehörige und etwa 275 Soldaten ihre Leben, von denen die meisten im Rumpf eingeschlossen waren.
Die Schiffe der Halcyon-Klasse wurden in den ersten Kriegsjahren häufig auch zur U-Boot-Abwehr eingesetzt; diese Aufgabe nahm ab, als langsam mehr speziell für diese Aufgabe gebaute Schiffe in Dienst kamen, wie die Korvetten der Flower-Klasse. Schiffe der Halcyon-Klasse begleiteten anfangs fast jeden Geleitzug im Nordmeer, wobei sie als Minensucher und als Unterseebootsjäger eingesetzt wurden. Einige blieben auch längere Zeiten auf sowjetischen Basen wie Murmansk und bemühten sich um die Räumung von deutschen Minensperren in den Verkehrswegen der Nachschubgeleite und der sowjetischen Versorgungsrouten an der Küste der Halbinsel Kola zur Barentssee und zum Weißen Meer. Am 17. Dezember 1941 trafen Hazard und Speedy 14 sm vor der Küste der Halbinsel Kola auf vier Großzerstörer der in Kirkenes stationierten 8. deutschen Zerstörerflottille (Z 25, Z 23, Z 24 und Z 27). Die zur Aufnahme des Nordmeergeleitzuges PQ 6 ausgelaufenen britischen Minensucher wurden von den Deutschen irrtümlich als russische Zerstörer der Gnevny-Klasse angesprochen und auf großer Distanz unter Feuer genommen. Die Speedy erhielt vier Treffer, die Hazard blieb unbeschädigt. Die beiden Minensucher entkamen den deutschen Angreifern, welche die sieben Frachter des von dem Kreuzer Edinburgh und den Zerstörern Echo und Escapade gesicherten Konvois nicht entdeckten. Der auf die Meldungen der Minensucher mit zwei russischen Begleit-Zerstörern in See gegangene Schwere Kreuzer Kent konnte die deutschen Zerstörer aber auch nicht finden, die zu ihrer Basis zurückgelaufen waren.
Vier Schiffe der Halcyon-Klasse gingen bei den Einsätzen im Nordmeer verloren.
Die Gossamer hatte schon den allerersten Nordmeergeleitzug (Dervish) begleitet und blieb dann in der Sowjetunion, um die Geleitzüge auf dem letzten Stück der Reise zu begleiten. Bei der Sicherung des Geleitzuges PQ 11 hatte sie ein U-Boot angegriffen. Später half sie bei der Rettung der Besatzung des sinkenden Kreuzers Edinburgh, von dem sie 440 Mann übernahm. Vor Anker liegend sank die Gossamer am 26. Juni 1942 nach einem Stuka-Angriff im Kola-Fjord. 23 Mann der Besatzung ließen ihr Leben, weitere zwölf wurden schwer verwundet.
Die Niger war schon im Mai 1940 durch einen Stuka-Angriff in Brand geraten, hatte nach ihrer Reparatur etwa 1500 Mann aus Dünkirchen retten können und war im Sommer 1941 mit zwei Schwesterschiffen zur Sicherung der britischen Stützpunkte auf Island im Einsatz gewesen. Eine schon im Herbst 1941 geplante Verlegung in die Sowjetunion mit PQ 2 musste wegen dringender Überholungsarbeiten abgesagt werden. Die Niger gehörte dann zur Sicherung von PQ 11 und des Rückgeleits QP 11. Nach dem Untergang der Edinburgh übernahm sie Teile der geretteten Besatzung, die erstmal zur Marinebasis Polyarnoe bei Murmansk gebracht wurden. Am 5. Juli 1942 ging die Niger verloren, die als Teil der Sicherung des Konvois QP 13 nach Großbritannien zurückkehren sollte. Bei schwerer See und geringer Sicht führte sie einen Teil des Konvois in ein britisches Minenfeld vor Island. Es sanken auch vier Frachter durch Minentreffer. Auf der Niger verloren 148 Mann ihr Leben, zum Teil handelte es sich um Passagiere auf der Heimreise.
Die Leda war am 29. September 1941 mit Britomart, Hussar und Gossamer als Teil der Sicherung von PQ 1 erstmals nach Archangelsk gekommen, um dann dort drei Monate Dienst zu leisten ohne für den arktischen Einsatz hergerichtet zu sein. Nach einer Überholung und Ausrüstung für den arktischen Einsatz verlegte die Leda im Geleitzug PQ 15 erneut nach Karelien. Nach Unterstützung der Reste von PQ 17 sollte sie in der Sicherung des Rückgeleits QP 14 wieder nach Großbritannien zurückkehren. Nach Ausfall ihres Sonars wurde die Leda am 20. September 1942 nahe Grönland am Ende des Geleitzugs von U 435 mit zwei Torpedos versenkt. Am gleichen Tag wurde auch noch der Zerstörer Somali von einem U-Boot torpediert, den dann sein Schwesterschiff Ashanti nach Island schleppen wollte. Da die Leda nur langsam sank, konnten der Kommandant, 84 Mann der Besatzung und zwei aufgenommene Offiziere der Handelsmarine von den Rettungsschiffen des Geleitzuges abgeborgen werden; 34 Mann verloren aber beim Untergang des Minensuchers ihr Leben.
Die Bramble gehörte im Herbst 1941 zu den ersten Schiffen der Klasse die nach Archangelsk entsandt wurden. Sie war zeitweise in der Sowjetunion stationiert und nahm an der Sicherung von elf Geleitzügen teil. Sie wurde eines der Opfer der Schlacht in der Barentssee als sie am 31. Dezember 1942 vergeblich nach zurückgebliebenen Schiffen des Geleitzuges JW 51B suchte. Als sie allein dem Konvoi hinterher lief, wurde sie vom Schweren Kreuzer Admiral Hipper auf der Suche nach dem Konvoi entdeckt und schwer beschädigt. Der Kreuzer lief weiter, um den Geleitzug anzugreifen und überließ die Vernichtung der Bramble seinen Begleitzerstörern, die das beschädigte Schiff erst suchen mussten. Friedrich Eckoldt fand die Bramble und versenkte den Minensucher, der mit seiner gesamten Besatzung von 121 Mann verloren ging. Der Friedrich Eckoldt brachte die Versenkung der Bramble kein Glück. Als sich wieder dem Geleitzug JW 51B näherte, hielt sie den britischen Kreuzer Sheffield irrtümlich für die Hipper und lief auf ihn zu. Die Sheffield vernichtete den deutschen Zerstörer aus sehr kurzer Distanz sofort.
Im Zuge der Operation Harpoon versuchte die Royal Navy nicht nur Versorgungsgüter und Material von Gibraltar nach Malta zu bringen, sondern auch mit vier Minensuchern und sechs MGB die Verteidigungskraft der Insel zu verbessern. So gehörten die Hebe und Speedy der Halcyon-Klasse zur Nahsicherung der nach Malta bestimmten Frachter und Tanker. Die beiden Minensucher waren zuvor schon um die britischen Inseln, bei der Evakuierung des BEF aus Dünkirchen und im Nordmeer bei der Sicherung der Geleite und der sowjetischen Schifffahrtswege eingesetzt worden und verlegten jetzt vom Nordmeereinsatz ins Mittelmeer.
Als es am 15. Juni 1942 südlich von Pantelleria zum Gefecht mit zwei italienischen Leichten Kreuzern und Zerstörern kam und gleichzeitig Sturzkampfbomber das Geleit angriffen, nahm die Hebe den getroffenen Tanker Kentucky in Schlepp. Um die beiden unbeschädigten Frachter nach Malta durchzubringen, musste die Hebe die schwerstbeschädigte Kentucky zurücklassen und versenken, wobei sie noch einen 15-cm-Treffer erhielt. Als der verbliebene Konvoi dann noch kurz vor Malta in ein Minenfeld geriet, gehörte die Hebe zu den Einheiten, die einen Minentreffer erlitten und musste wegen eines Loches im Rumpf und einer beschädigten Schraube in Malta ins Dock zur Reparatur. Als Mitte der folgende Konvoi kurz vor Malta war, liefen die dort stationierten Minensucher mit Hebe und Speedy aus und unterstützten die beschädigten Schiffe, Malta zu erreichen. Beide waren an der Einbringung des schwer beschädigten Tankers Ohio beteiligt. Sie wurden bei den folgenden Geleitzügen nach Malta und der alliierten Landung in Nordafrika eingesetzt. Mitte Mai 1943 erlitt die Speedy nahe Malta einen Minentreffer (vier Tote) und musste nach einer Notreparatur im Sommer nach Großbritannien zur Instandsetzung. Erst im Herbst 1944 war sie wieder einsatzbereit. Schon im Herbst 1942 waren für die Operation Torch mit Hussar und Speedwell zwei weitere Halcyon-Minensucher ins Mittelmeer verlegt worden, die aber zum Sommer 1943 wieder ins Nordmeer verlegten. Ersetzt wurden sie durch die im Mai eingetroffenen Hazard und Sharpshooter, die mit Hebe bei der Landung auf Pantelleria und der Landung auf Sizilien eingesetzt wurden.
Nach der Kapitulation Italiens ging die Hauptgefahr für die britischen Schiffe im Mittelmeer von der Deutschen Luftwaffe und den verbliebenen deutschen U-Booten aus. U 453 legte Minensperren vor Brindisi und Bari. Hebe sank am 22. November 1943 auf einer dieser Minen vor Bari. Beim Untergang der sehr schnell sinkenden Hebe fanden 38 Mann ihrer Besatzung den Tod, obwohl die begleitenden Schwesterschiffe sofort Rettungsmaßnahmen einleiteten.

### Verluste durch eigenes Feuer

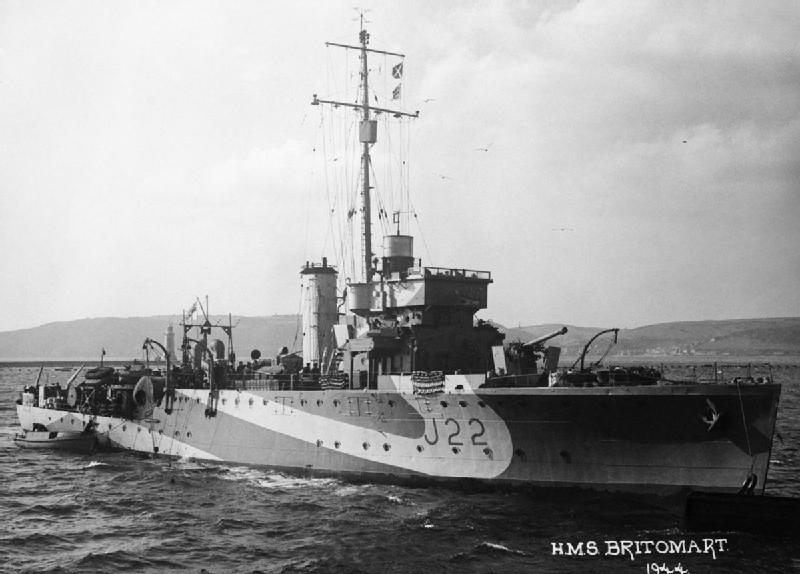
Die Britomart

Nach der Invasion in der Normandie sollte die 1. Minensucherflottille mit Britomart, Hussar, Jason und Salamander den Vormarsch der alliierten Armeen unterstützen, indem sie deutsche Minenfelder nördlich der Normandie räumte, um weitere Häfen für die Versorgung der Armeen nutzbar zu machen. Am Nachmittag des 27. August 1944 suchten die Schiffe vor Kap d’Antifer Minen, um dem Schlachtschiff Warspite sowie den Monitoren Erebus und Roberts die Beschießung der deutschen Küstenartillerie bei Le Havre zu ermöglichen, die den Vormarsch der kanadischen Truppen verzögerten.
Der Stabsoffizier, der die Minensuchoperation befahl, informierte nicht den Seebefehlshaber des britischen Angriffssektors, der auch für die Verteidigung der Invasionsstrände gegen Schnellbootangriffe aus Le Havre verantwortlich war. Die britischen Minensucher liefen zu dieser Zeit nach Südwesten und wurden für deutsche Schiffe gehalten, die auf dem Weg zu den Invasionsstränden seien, um den Versorgungsverkehr anzugreifen.

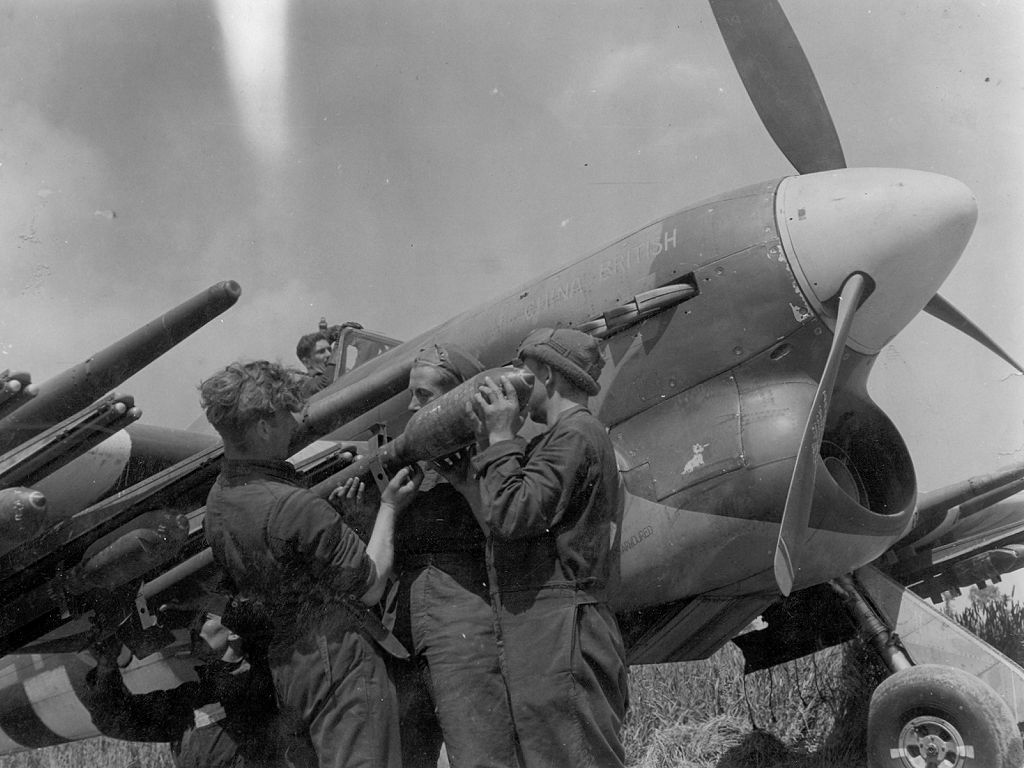
Die Waffen der Typhoon-Jagdbomber

Der Stab des Seebefehlshabers forderte zwei Jagdbomberstaffeln an, um die vermeintlich deutschen Schiffe zu stoppen. Die Staffeln No. 263 und No. 266 der RAF griffen mit 16 Typhoons an, die mit vier 20-mm-Kanonen und ungelenkten „60 lb“-RP-3 Raketen bewaffnet waren. Eingesetzte Piloten erkannten die Minensucher als eigene Schiffe, erhielten aber auf Nachfrage die Antwort, es gäbe im Angriffsbereich keine britischen Schiffe.
Der dann schulmäßig durchgeführte Angriff der Typhoons erfolgte aus der Sonne um 13 Uhr 30 und versenkte die Britomart und die Hussar; die Salamander wurde schwerst beschädigt und später als nicht mehr reparaturwürdig abgeschrieben. Die Minensucher hatten die Typhoons als eigene Maschinen identifiziert und keine Abwehrmaßnahmen getroffen. Der plötzliche Angriff aus der Sonne verhinderte ein frühes Erkennen des nicht erwarteten Angriffs der eigenen Maschinen. Die Jason konnte zu spät Funkkontakt zu den Maschinen herstellen und den Abbruch des Angriffs stoppen. 86 britische Seeleute wurden getötet und 124 weitere wurden verletzt.

## Nachkriegseinsätze

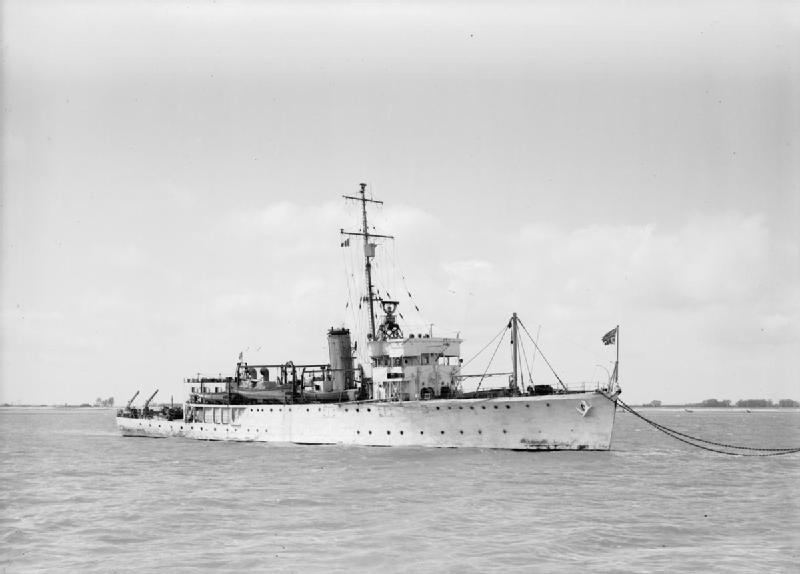
Das Nachkriegs-Vermessungsschiff Seagull

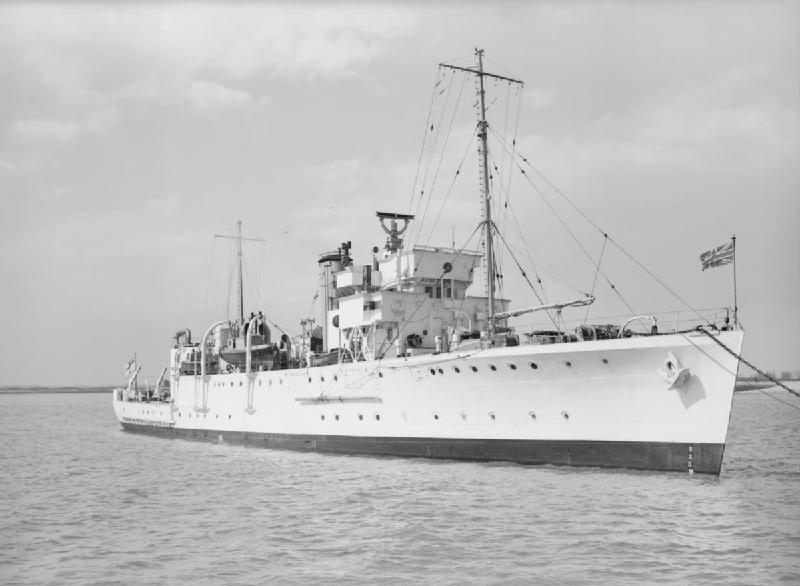
Das Vermessungsschiff Franklin mit dem Mast vor dem Brückenhaus

Beim Kriegsende in Europa verfügte die Royal Navy über elf einsatzfähige Schiffe der Halcyon-Klasse. Neun Schiffe waren gesunken, eines war nicht mehr reparaturwürdig. Dieses und zwei der versenkten Schiffe waren irrtümliche Opfer des (v.g.) britischen Angriffs nahe der Seine-Mündung.
Sieben Schiffe wurden zum Teil noch bis 1946 als Minensucher eingesetzt und dann in die Reserve versetzt. Zwei andere (Sharpshooter, Seagull) wurden schon 1945 zu Vermessungsschiffen umgebaut, obwohl die ehemaligen Vermessungsschiffe Gleaner und Jason noch vorhanden waren. Drei Schiffe wurden 1946 an private Nutzer verkauft. Die vier verbliebenen Minensucher wurden 1949/1950 verschrottet (Hazard, Halcyon, Gleaner, Harrier).

### Private Nutzung
Die Jason kam als Küstenfrachter Jaslock in Dienst, wurde aber schon 1950 verschrottet. Die Speedwell kam als Topaz unter belgische Flagge und ging 1954 auf dem Weg in eine Abbruchwerft verloren. Die Speedy wurde in Speedon umbenannt und erst 1957 in Aden abgebrochen.

### Vermessungsschiffe
Neben den beiden ursprünglichen Vermessungsschiffen Franklin und Scott, die auch in dieser Funktion während des Krieges im Einsatz geblieben waren, entstanden 1945 wieder zwei zusätzliche Vermessungsschiffe der Klasse mit den umgebauten Sharpshooter und Seagull.
Im Auslandsdienst war vor dem Krieg allein die Franklin, als sie im Sommer 1939 vor der Küste Labradors arbeitete. Von den ab 1946 eingesetzten vier Schiffen kam nur die Sharpshooter 1946/1947 zu einem Auslandseinsatz vor Malaya und Borneo. Die Schiffen vermaßen die Küstengewässer Großbritanniens und hier kriegsbedingte Folgen wie Wracks und Sperrgebiete und erhielten NATO-Kennungen als Hilfsschiffe. Als erstes Schiff schied die Seagull (A309) 1950 aus diesem Dienst aus; es folgte Ende 1952 die Franklin (A304). Beide Schiffe wurde 1956 verschrottet. Die Sharpshooter erhielt im Juni 1953 mit Shackleton (A310) einen besser zur Aufgabe passenden Namen. Sie blieb bis November 1962 im Dienst und wurde Ende 1965 abgebrochen. Am längsten im Dienst blieb die Scott (A308), die erst im November 1964 außer Dienst gestellt wurde und ab 1966 in Troon abgewrackt wurde.

## Die Schiffe der Klasse
| Name                     | Bauwerft                      | Baubeginn  | Stapellauf | fertig     | Endschicksal |
| ------------------------ | ----------------------------- | ---------- | ---------- | ---------- | --- |
| 1. Gruppe                |                               |            |            |            | (Compoundmaschinen) |
| Halcyon (J42)            | John Brown BauNr. 536         | 27.03.1933 | 20.12.1933 | 18.04.1934 | im April 1950 zum Abbruch verkauft |
| Skipjack (J38)           | John Brown BauNr. 537         | 4.04.1933  | 18.01.1934 | 3.05.1934  | am 1. Juni 1940 nach Luftangriff auf 51° 3′ N, 2° 24′ O gesunken |
| Harrier (J71)            | Thornycroft                   | 11.07.1933 | 17.04.1934 | 9.11.1934  | im Juni 1950 zum Abbruch verkauft |
| Hussar (J82)             | Thornycroft                   | 10.08.1933 | 27.08.1934 | 16.01.1935 | am 27. August 1944 auf 49° 41′ N, 0° 6′ W durch irrtümlichen Luftangriff versenkt |
| Speedwell (J87)          | William Hamilton BauNr. 419   | 30.06.1934 | 21.03.1935 | 30.09.1935 | Dezember 1946 verkauft; Küstenfrachter, umbenannt in Topaz, 1954 abgebrochen. |
| Variante                 |                               |            |            |            | (Dreifach-Expansionsmaschinen, kürzer) |
| Niger (J73)              | J. S. White                   | 1.04.1935  | 23.01.1936 | 4.06.1936  | am 4. Juni 1942 vor Island auf 66° 35′ N, 23° 14′ W nach Minentreffer gesunken. |
| Salamander (J86)         | J.S. White                    | 18.04.1935 | 24.03.1936 | 18.07.1936 | am 27. August 1944 irrtümlich von RAF-Flugzeugen vor Kap d’Antifer schwer beschädigt, 1946 zum Abbruch verkauft                                                                                           |
| 2. Gruppe                |                               |            |            |            | (Turbinenantrieb, kurzer Rumpf) |
| Hebe (J24)               | Devonport Dockyard            | 27.04.1936 | 28.10.1936 | 23.10.1937 | am 22. November 1943 vor Bari auf 41° 8′ N, 16° 52′ O nach Minentreffer gesunken, |
| Hazard (J02)             | William Gray BauNr. 1068      | 27.05.1936 | 26.02.1937 | 24.11.1937 | 1949 zum Abbruch verkauft. |
| Sharpshooter (J68, A310) | Devonport Dockyard            | 8.06.1936  | 10.12.1936 | 17.12.1937 | 1945 zum Vermessungsschiff umgebaut, 1953 in Shackleton umbenannt, 1965 zum Abbruch verkauft |
| Gleaner (J83)            | William Gray BauNr. 1069      | 17.06.1936 | 10.06.1937 | 30.03.1938 | als Vermessungsschiff fertiggestellt, 1939 Rückbau zum Minensucher, 1950 zum Abbruch verkauft |
| Gossamer (J63)           | William Hamilton BauNr. 431   | 2.11.1936  | 5.10.1937  | 31.03.1938 | am 24. Juni 1942 nach Bombentreffer in der Kola-Bucht auf 68° 59′ N, 33° 3′ O gesunken |
| Leda (J93)               | Devonport Dockyard            | 16.11.1936 | 8.07.1937  | 19.05.1938 | am 20. September 1942 vom deutschen U-Boot U 435 in der Grönlandsee torpediert und auf 76° 30′ N, 5° 0′ O gesunken.                                                                                       |
| Seagull (J85, A309)      | Devonport Dockyard            | 15.02.1937 | 28.10.1937 | 30.05.1938 | 1945 zum Vermessungsschiff umgebaut, 1956 zum Abbruch verkauft |
| Jason (J99)              | Ailsa Shipbuilding BauNr. 425 | 12.12.1936 | 6.10.1937  | 9.06.1938  | als Vermessungsschiff fertiggestellt, 1939 Rückbau, 1946 außer Dienst und verkauft, Handelsschiff Jaslock, 1950 zum Abbruch verkauft                                                                      |
| Franklin (J84, A304)     | Ailsa BauNr. 426              | 17.12.1936 | 22.12.1937 | 17.08.1938 | Vermessungsschiff, 1956 zum Abbruch verkauft |
| Scott (J79, A308)        | Caledon, Dundee               | 30.08.1937 | 23.08.1938 | 23.02.1939 | Vermessungsschiff, 1965 zum Abbruch verkauft |
| Speedy (J17)             | William Hamilton BauNr. 435   | 1.12.1937  | 24.11.1938 | 7.04.1939  | 1946 verkauft, Handelsschiff Speedon, 1957 abgewrackt |
| Bramble (J11)            | Devonport Dockyard            | 22.11.1937 | 12.07.1938 | 22.06.1939 | durch deutsche Kriegsschiffe am 31. Dezember 1942 in der Barentssee versenkt, |
| Sphinx (J69)             | William Hamilton BauNr. 436   | 17.01.1938 | 7.02.1939  | 27.07.1939 | am 3. Februar 1940 Bombentreffer bei Angriff von Deutschen Flugzeugen vor Kinnaird Head, sank im Schlepp, Wrack bei Lybster auf der Nordseite des Moray Firth angetrieben, 1950 geborgen und verschrottet |
| Britomart (J22)          | Devonport Dockyard            | 1.08.1938  | 23.08.1938 | 24.08.1939 | am 27. August 1944 irrtümlich von RAF-Flugzeugen vor Kap d’Antifer versenkt |